# 黃季勻
黃季勻（Giwa，吉娃或吉娃娃，1992年—）是一位來自台灣的女模特，身高175釐米，畢業於中國文化大學廣告系。黃季勻15歲參加凱渥夢幻之星時被洪偉明相中，並被起了「吉娃娃」這一稱號。世界模特网將其列入「時尚新鮮人」。她後來成為Fenty Beauty官網唯一亞洲模特兒。她曾在歐洲國家工作，並拍過Vogue Italia、Toni & Guy、Michael Kors及歐舒丹的廣告。她後來駐點紐約，並在紐約時裝周上走秀。